# Divajeu
 Divajeu  es una población y comuna francesa, en la región de Ródano-Alpes, departamento de Drôme, en el distrito de Die y cantón de Crest-Sud.

## Demografía
| 306 | 313 | 341 | 354 | 400 | 544 |
| Para los censos de 1962 a 1999 la población legal corresponde a la población sin duplicidades (Fuente: INSEE [Consultar]) |     |     |     |     |     |